# Castri di Lecce
Castri di Lecce är en ort och kommun i provinsen Lecce i regionen Apulien i Italien. Kommunen hade 2 904 invånare (2017).